# Côte d'Hillary
La côte d'Hillary (en anglais : Hillary Coast) est une portion de la côte de l'Antarctique située le long de la marge occidentale de la plateforme de glace de Ross, entre Minna Bluff et le cap Selborne sur la péninsule de Nicholson (en).
Elle a été nommée ainsi en 1961 par le New Zealand Antarctic Place-Names Committee en l'honneur d'Edmund Hillary, chef de l'équipe néo-zélandaise de l'expédition Fuchs-Hillary (1956-1958). Plusieurs équipes néo-zélandaises ont effectué des relevés détaillés de certaines parties de cette côte et ont ouvert des voies d'accès aux glaciers Skelton et Darwin jusqu'au plateau Antarctique.